# 黎剎紀念棒球場
黎剎紀念棒球場（原名：Rizal Memorial Baseball Stadium），位於菲律賓首都馬尼拉的Rizal Memorial Sports Complex運動園區中，是為了紀念菲律賓的開國先烈，第五代柯姓閩南後裔黎剎而命名。
目前菲律賓棒球聯盟的比賽全部在此舉行。

## 歷史
為了舉辦1934年第十屆遠東運動會，菲律賓原址重建包括黎剎紀念棒球場在內的新園區。大聯盟球星盧·賈里格與貝比·魯斯曾分別在此球場擊出了第一、二支全壘打。此後開啟了擊出全壘打的棒球明星在黎剎紀念棒球場外野圍牆上留名的傳統。台灣的官大全於1965年第六屆亞洲棒球錦標賽是在該球場外野圍牆上留名的台灣第一人。在1996年第二屆亞洲青棒錦標賽於4月29日陳金鋒對戰中國隊時擊出了飛到場外特大號全壘打，此為黎剎紀念棒球場的第55支全壘打。
二次世界大戰期間球場曾被日軍做為據點，美軍在此和日軍交火並砲擊球場。戰後球場一直到確定舉行1954年第一屆亞洲棒球錦標賽才有了完善的整修。

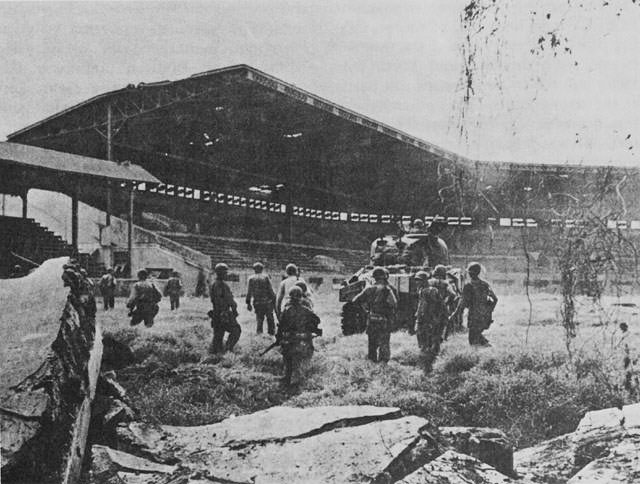
第二次世界大戰期間，美軍與日本皇軍在黎剎紀念棒球場的互相攻擊。

曾舉辦過4次亞洲棒球錦標賽（1954年第一屆、1955年第二屆、1965年第六屆、1973年第十屆）。2005年的東南亞運動會中的棒球項目也在此舉行。

## 外部連結
- 黎剎紀念棒球場
- 台灣棒球維基館：黎剎紀念棒球場（繁體中文）